# La quinta esfera
La quinta esfera fue un concurso de televisión, emitido por Telecinco en 2003.

## Mecánica
El concurso basado en el formato El legado (original de Argentina, conducido por Jorge Guinzburg en Telefe en 2002) constaba de varias fases sucesivas que debían superar los concursantes, llamadas «Uno menos», «Acabado en...», «Esta o la otra» y «El gazapo». Una vez que se alcanzan los sucesivos objetivos se llega a la última prueba, denominada Quinta esfera.
El premio mayor al que podía aspirarse era de 300.000 euros.
El espacio no alcanzó las expectativas previstas en cuanto a audiencia, situádose la cuota de pantalla en torno al 18%, lo que precipitó su cancelación.